# 2月15日
2月15日是阳历（平年）一年中的第46天，离全年的结束还有319天（闰年则还有320天）。

## 大事记

### 20世紀以前
- 438年：東羅馬帝國法律彙編《狄奧多西法典》出版。
- 557年：宇文觉建立北周。
- 1113年：教宗巴斯加二世發布教宗詔書《虔誠願望之請求》，承認醫院騎士團的成立。
- 1763年：普魯士、奧地利和薩克森簽署《胡貝圖斯堡條約》，七年戰爭結束。
- 1764年：美國城市圣路易斯建立。
- 1898年：美国海军的缅因号战舰在古巴哈瓦那近海爆炸沉没，成为美西战争导火线。

### 20世紀
- 1904年：华兴会成立，黄兴出任领袖。
- 1926年：許世英辭北洋政府國務總理職。賈德耀任代總理。
- 1942年：第二次世界大战：驻新加坡英军向山下奉文率领的大日本帝国陆军投降，新加坡日占时期开始。
- 1946年：中華民國成立國防部軍事法庭。
- 1946年：世界上第一台通用电子计算机埃尼阿克的落成仪式在美国宾夕法尼亚大学举行。[1]
- 1952年：英國喬治六世的葬禮於溫莎城堡聖喬治禮拜堂舉行。
- 1965年：加拿大通过使用枫叶旗取代过去的加拿大红船旗。
- 1966年：香港大旱，政府開始實施制水。
- 1968年：巴黎電影明星開始上街遊行。
- 1971年：英国和爱尔兰政府决定实行新的货币进位制，将英镑和爱尔兰镑改为十进位制。
- 1989年：苏联将领鲍里斯·格罗莫夫带领最后一批军队撤出阿富汗，阿富汗战争结束。
- 1990年：英國與阿根廷恢復因福克蘭戰爭中斷的兩國正式外交關係。
- 1993年：米哈爾·科瓦奇當選斯洛伐克第一任總統。[2]
- 1993年：立陶宛民主勞動黨領導人、議長布拉藻斯卡斯當選總統。
- 1994年：鞑靼斯坦共和国决定成为俄罗斯联邦主体之一。
- 1994年：衡阳站发生踩踏事件，造成33人[3]（一说44人[4]）死亡。
- 1995年：臺灣台中市台中港路的衛爾康西餐廳發生大火，造成64死11傷，為臺灣史上死亡人數最多的單一建築物火災。此次的重大傷亡，督促臺灣政府陸續修訂與創建各項公共場所的安全法規，同時也促成了內政部消防署的成立．
- 1996年：中国長征三號乙運載火箭首飞发射外国卫星，起飞后22秒由於系統故障，撞毀在发射场附近的山坡上，火箭與衛星損失。事件造成6死57伤，發射基地居住區80多間房屋被毀。
- 1999年：土耳其國家情報局在肯亞首都奈洛比逮捕庫德斯坦工人黨主要創始人阿卜杜拉·奧賈蘭。

### 21世紀
- 2001年：人類基因組計劃大致完成。
- 2001年：香港特別行政區行政長官董建華公佈時任財政司司長曾蔭權接替提前退休的陳方安生任政務司司長，財政司司長一職就由梁錦松出任。
- 2003年：全球約800個城市爆發反對伊拉克戰爭的聯合行動，為史上最大的反戰運動。
- 2004年：第二輪朝核六方會談在中國首都北京舉行。
- 2005年：YouTube正式註冊使用。
- 2006年：美國國會舉行聽證會，調查雅虎、微軟、Google和思科等電腦與網路公司幫助中國封鎖信息的問題。
- 2011年：受突尼西亞茉莉花革命的影響，利比亞爆發大規模示威和革命活動。
- 2013年：俄羅斯烏拉爾聯邦管區車里雅賓斯克市等地民眾经历火流星事件，约1500人因冲击波造成的破坏间接受伤。

## 出生
- 1368年：西吉斯蒙德，神聖羅馬皇帝（1437年逝世）
- 1564年：伽利略·伽利莱，意大利數學家、天文學家、物理學家（1642年逝世）
- 1710年：路易十五，法國國王（1774年逝世）
- 1724年：彼得·馮·比隆，庫爾蘭和瑟米加利亞公爵（1800年逝世）
- 1762年：法蘭西斯·布坎南-漢密爾頓，蘇格蘭地理學家、動物學家、植物學家（1829年逝世）
- 1820年：蘇珊·安東尼，美國女性民權運動領袖（1906年逝世）
- 1823年：李鴻章，中國清朝末期重臣（1901年逝世）
- 1856年：埃米爾·克雷佩林，德國精神病學家，建立了精神病分類體系（1926年逝世）
- 1861年：阿佛列·諾斯·懷海德，英國數學家、哲學家（1947年逝世）
- 1874年：歐內斯特·沙克爾頓，英國南極探險家（1922年逝世）
- 1876年：威爾蓀，英國植物學家、探險家（1930年逝世）
- 1890年：宇垣纏，日本海軍中將（1945年逝世）
- 1898年：井伏鱒二，日本小說家（1993年逝世）
- 1926年：李德宏，英國獸醫，前香港漁農處處長（2004年逝世）
- 1929年：格拉漢姆·希爾，英國一級方程式著名賽車手（1975年逝世）
- 1932年：白土三平，日本漫畫家、散文家（2021年逝世）
- 1933年：凱文·愛德華·菲利克斯，聖露西亞天主教卡斯特里總教區榮休總主教（2024年逝世）
- 1934年：尼克勞斯·維爾特，瑞士計算機科學家
- 1935年：羅傑·查菲，美國太空人（1967年逝世）
- 1939年：奧勒·埃勒夫塞特，挪威男子越野滑雪運動員（2022年逝世）
- 1944年：亞歷山大·謝列布羅夫，俄羅斯太空人（2013年逝世）
- 1947年：阿布都克里木·納斯爾丁，中國油畫藝術家（2014年逝世）
- 1947年：蘭迪·卡浦爾，印度男演員、電影製作人、導演
- 1950年：元奎，香港電影導演、武術指導、監製（2022年逝世）
- 1950年：徐克，香港電影導演、編劇、監製、演員
- 1952年：米歇爾·塔拉格朗，法國數學家
- 1954年：馬特·格朗寧，美國漫畫家、電視製作人、編劇，代表作《辛普森家庭》
- 1955年：曹喜庸，韓國外交官，前外交通商部發言人、1992年韓台斷交時期駐台官員。
- 1955年：詹姆斯·史塔伏瑞迪斯，美國海軍上將
- 1960年：篠原千繪，日本漫畫家
- 1962年：賽塔·塔維辛，泰國政治人物，第30任泰國總理
- 1962年：米洛·朱卡諾維奇，蒙特內哥羅政治人物，現任蒙特內哥羅總統
- 1963年：，泰國商人、政治人物，現任泰國總理
- 1964年：鄧景輝，香港前新聞主播（2015年逝世）
- 1966年：王傳福，中國企業家，比亞迪股份有限公司創始人、前董事長兼總裁
- 1967年：賀岩，德國律師、外交官（2021年逝世）
- 1968年：邵兵，中國男演員
- 1968年：淺田弘幸，日本漫畫家，代表作《信蜂》
- 1968年：月亭方正，日本落語家、搞笑藝人
- 1969年：尤秋興，台灣歌手
- 1973年：申恩慶，韓國女演員
- 1977年：林溥來，香港補習教师、節目主持
- 1977年：金康鉉，韓國男演員
- 1977年：朴施厚，韓國男演員
- 1978年：沙溢，中國男演員
- 1978年：李閏珉，韓國鋼琴家
- 1979年：戴尚安，香港影視製作人、攝影師
- 1979年：平井啟二，日本男性聲優
- 1980年：吳尚津，韓國男演員
- 1981年：陳泰賢，韓國男演員
- 1982年：雙胞胎依依佩佩，台灣雙胞胎藝人
- 1984年：尹鐘焄，韓國男演員
- 1986年：小清水亞美，日本女性聲優
- 1987年：翟天临，中國男演員
- 1987年：莊思明，香港女演員
- 1987年：趙慧珊，香港女子偶像團體Super Girls成員
- 1987年：淺倉杏美，日本女性聲優
- 1988年：盧學叡，台灣歌手
- 1988年：李純，中國女演員
- 1988年：草野博紀，日本歌手
- 1989年：西脇綾香，日本女子組合Perfume成員
- 1989年：牟太釩，韓國男子速度滑冰運動員
- 1989年：安德斯·斯考勞普·拉斯姆森，丹麥男子羽球運動員
- 1990年：吳勇濱，台灣歌手
- 1990年：小岩井小鳥，日本女性聲優
- 1990年：卡倫·透納，英國男演員
- 1991年：林孟潔，臺灣女藝人、女舞者、展場Show Girl，現任Rakuten Girls成員
- 1991年：王百羽，香港政治人物
- 1992年：馮于倫，台灣導演
- 1992年：山谷祥生，日本男性聲優
- 1993年：黃正宜，香港商业电台叱咤903主持人
- 1993年：金元植，韓國男子偶像團體VIXX成員
- 1994年：林子偉，台灣美國職棒大聯盟球員
- 1994年：平井啟二，日本男性聲優
- 1994年：陳世妍，韓國女演員
- 1994年：Sodapoppin，美國Twitch主播、網絡名人
- 1995年：梅根·西·斯塔莉安，美國饒舌歌手、歌手、詞曲作家
- 1998年：齋藤冬優花，日本女子偶像團體櫻坂46成員
- 1998年：喬治·羅素，英國賽車手
- 2006年：帕里斯·布倫納，德國職業足球運動員
- 生年不詳：鷲見昂大，日本男性聲優
- 生年不詳：水森千子，日本女性聲優
- 生年不詳：結川麻希，日本女性聲優

## 逝世
- 1043年：士瓦本的吉塞拉，神聖羅馬皇后（990年出生）
- 1152年：康拉德三世，德意志國王（1093年出生）
- 1491年：足利義視，日本室町幕府武將（1439年出生）
- 1637年：斐迪南二世，神聖羅馬皇帝（1578年出生）
- 1781年：戈特霍爾德·埃弗賴姆·萊辛，德國劇作家（1729年出生）
- 1818年：弗雷德里希·路德維希，普魯士陸軍將軍，霍恩洛厄-英格爾芬根親王（1746年出生）
- 1869年：橫井小楠，日本江戶時代至明治時代武士（1809年出生）
- 1900年：阿德里安·勒內·弗朗謝，法國植物學家（1834年出生）
- 1904年：馬克·漢納，美國政治人物，曾任俄亥俄州聯邦參議員（1837年出生）
- 1905年：盧·華萊士，美國聯邦軍將軍、作家（1827年出生）
- 1974年：库特·阿特伯格，瑞典作曲家（1887年出生）
- 1988年：理查德·費曼，美國物理學家，1965年諾貝爾物理獎得主（1918年出生）
- 1989年：沙弗魯丁·普拉維拉內加拉，印尼政治人物、經濟學家、宗教思想家（1911年出生）
- 1994年：刘宁一，原中共中央书记处书记逝世（1907年出生）
- 2002年：麥克·達爾，美國職業棒球運動員（1976年出生）
- 2005年：刘炳森，中国著名书法家（1937年出生）
- 2006年：孫運璿，台灣政治人物，前行政院長（1913年出生）
- 2006年：陳永玲，京劇表演藝術家、四小名旦之一、「筱派」傳人（1929年出生）
- 2015年：曹常順，連江縣首任民選縣長。（1943年出生）
- 2018年：達娃·德姆，不丹政治人物（1944年出生）
- 2021年：蔡鸿生，中国历史学家、中山大学教授（1933年出生）
- 2022年：P·J·歐魯克，美國政治諷刺家、記者（1947年出生）
- 2023年：保羅·伯格，美國生物化學家，1980年諾貝爾化學獎得主（1926年出生）
- 2023年：徐濱士，中國維修工程、表面工程和再製造工程專家（1931年出生）
- 2023年：飯塚昭三，日本男性聲優、演員（1933年出生）
- 2023年：拉寇兒·薇芝，美國女演員（1940年出生）

## 节假日和习俗
- 世界河馬日
- 單身者留意日
- 古羅馬牧神節的最後一天。2月15日是春天的開始，被認為是純潔的，每年慶祝是為了保佑人、田、牲畜的生產力。
- 中華民國：戲劇節
- 阿富汗：解放日
- 塞爾維亞：国庆日
- 加拿大：国旗日
- 新加坡：全面防衛日

## 脚注
1. ↑  Kennedy, Jr., T. R. . New York Times. February 15, 1946  [2013-09-22]. （原始内容存档于2013-09-26）.
2. ↑  . 现代金报. 2014-01-07  [2014-12-14]. （原始内容存档于2014-12-14）.
3. ↑  .   [2014-12-14]. （原始内容存档于2018-02-15）.